# 有沢俊浩
有沢 俊浩（ありさわ としひろ、1968年2月6日 - ）は、日本の男性声優。長野県佐久市出身。アクセント所属。

## 経歴
以前はアーツビジョンに所属していた。

## 人物
趣味は書道、弓道。

## 出演作品

### テレビアニメ
1996年
- 魔法少女プリティサミー

1997年
- HARELUYA II BØY（森山、子分、五キラ、 弐ベース、不良 弐、不良 参、野球部員たち、ヘルズベイビーズ、彩形部隊シックショック、ゾンビ軍団 他）

2022年
- 農民関連のスキルばっか上げてたら何故か強くなった。（A国の使者）

2023年
- UniteUp!（番組内ナレーション）

2024年
- 転生貴族、鑑定スキルで成り上がる 第2期（コリン）

2025年
- 魔法つかいプリキュア!! 〜MIRAI DAYS〜（識者）
- 外れスキル《木の実マスター》 〜スキルの実（食べたら死ぬ）を無限に食べられるようになった件について〜（執事）
- 全修。（信者B）
- キミとアイドルプリキュア♪（丸山プロデューサー）

### 映画
- サクラ大戦 活動写真（2001年、作業員）

### パチンコ
- 冬のソナタ（ペ・ヨンジュンの声）

### 吹き替え

#### 映画
- オンマ/呪縛（2022年）
- 底知れぬ愛の闇（2022年、ケヴィン）
- 僕の巡査（2022年）
- デスパレート・ラン（2023年、グレック）

#### ドラマ
- クリミナル・マインド FBI行動分析課シーズン17（ティモシー）
- 令嬢アンナの真実（ルー）
- ロー&オーダーシーズン21
- 私の"初めて"日記シーズン4

### ナレーション
- 親の目子の目

### その他
- アメージング・ストーリー（音声ガイド）
- リラックマとカオルさん（音声ガイド）